# Yongji (powiat)
Yongji (chiń. 永吉县; pinyin: Yǒngjí Xiàn) – powiat w północno-wschodnich Chinach, w prowincji Jilin, w prefekturze miejskiej Jilin. W 1999 roku liczył 770 539 mieszkańców.